# 川崎清純
川崎 清純（かわさき せいじゅん、1999年6月17日 - ）は、ジャパンラグビーリーグワン埼玉パナソニックワイルドナイツに所属するラグビー選手。

## プロフィール
- 岩手県雫石町出身。
- ポジションはウィング(WTB)、フルバック(FB)でセブンズではFWでプレーする[1]。
- 身長 193 cm、体重 102 kg
- 兄の龍清もラグビー選手[2] で現在チームメイト。
- U18日本代表に選ばれたことがある[3]。
- 7人制日本代表に選ばれたことがある[4]。

## 略歴
高校からラグビーを始めた。
2018年、盛岡工業高校卒業後、関東学院大学に入学。
2021年、関東学院大学ラグビー部の副将に就任。
2022年、埼玉パナソニックワイルドナイツに加入。
2023年5月からニュージーランド・グレンマークに留学中。
2025年2月1日に行われたJAPAN RUGBY LEAGUE ONE第6節交流戦浦安D-Rocks戦にて先発出場でリーグワン公式戦初出場を果たした。